# Q (ジェームズ・ボンド)
Qは、ジェームズ・ボンドを主人公とした小説及び映画作品に登場するキャラクターである。QはQuartermaster（「需品係将校」の意）から来ており、Mのように個人名ではない。Qはイギリス情報局秘密情報部（MI6）の架空の研究開発であるQ課の課長である。ジェームズ・ボンドシリーズの原作者であるイアン・フレミングの小説にはキャラクターのQは登場せず、Q課が登場するのみである。Qは大半の映画では頻繁に登場し、また小説ではクリストファー・ウッド、ジョン・ガードナー、レイモンド・ベンソンのものに登場する。
イーオン・プロダクションズによるボンド映画では23作品中、『死ぬのは奴らだ』、『カジノ・ロワイヤル』、『慰めの報酬』を除く20作品に登場する。非イーオン作品では『007 カジノロワイヤル』と『ネバーセイ・ネバーアゲイン』に登場する。

## 小説

### ブースロイド少佐
フレミングの小説『007 ドクター・ノオ』では武器担当のブースロイド少佐が初登場する。フレミングはこのキャラクターの名前をスコットランドグラスゴーの銃器専門家ジェフリー・ブースロイドから参照している。彼はそれまでボンドが使っていた25口径のベレッタM418は最善の選択でないことを指摘し（「婦人の護身用」と評した）、ドイツ製の7.65mm（32口径）ワルサーPPKを使うようにアドバイスするファンレターを送った。

### アン・ライリー
ジョン・ガードナーのボンド小説1作目である『メルトダウン作戦』にはブースロイドの他に、新キャラクターのアン・ライリーが登場し、ボンドからは「Q'ute」と呼ばれる。

## 映画
映画ではブースロイド少佐は『ドクター・ノオ』と『ロシアより愛をこめて』に登場し、2人の俳優が演じる。
『ゴールドフィンガー』からはブースロイドではなくQと呼ばれるようになるが、『私を愛したスパイ』（1977年）では会話中にブースロイドの名前が再登場する。

### イーオン・プロダクションズ

#### ピーター・バートン: 1962年
1作目『ドクター・ノオ』ではピーター・バートンが登場し、ボンドの.25口径のベレッタ418を.32口径のワルサーPPKと取り替えた。『ロシアより愛をこめて』ではスケジュールの都合でバートンは降板した。
登場作品
- 『007 ドクター・ノオ』（1962年）

#### デスモンド・リュウェリン: 1963-99年
『ロシアより愛をこめて』からはデスモンド・リュウェリンがQを演じ、1999年に亡くなるまで『死ぬのは奴らだ』以外の全作品に登場する。
最後の登場作品となった『ワールド・イズ・ノット・イナフ』ではボンドに後述のRを紹介してから、隠しエレベーターで下がり去っていくという形で物語から退場した。
登場作品
| - 『007 ロシアより愛をこめて』（1963年） - 『007 ゴールドフィンガー』（1964年） - 『007 サンダーボール作戦』（1965年） - 『007は二度死ぬ』（1967年） - 『女王陛下の007』（1969年） - 『007 ダイヤモンドは永遠に』（1971年） - 『007 黄金銃を持つ男』（1974年） - 『007 私を愛したスパイ』（1977年） - 『007 ムーンレイカー』（1979年） | - 『007 ユア・アイズ・オンリー』（1981年） - 『007 オクトパシー』（1983年） - 『007 美しき獲物たち』（1985年） - 『007 リビング・デイライツ』（1987年） - 『007 消されたライセンス』（1989年） - 『007 ゴールデンアイ』（1995年） - 『007 トゥモロー・ネバー・ダイ』（1997年） - 『007 ワールド・イズ・ノット・イナフ』（1999年） |

リュウェリンは他にユナイテッド・アーティスツ・テレビジョン製作による1967年のテレビスペシャル『Welcome to Japan, Mr. Bond』でもQを演じた。さらに『007 トゥモロー・ネバー・ダイ』のDVDアルティメット・エディションに収録されたドキュメンタリー『Highly Classified: The World of 007』でも演じた。
リュウェリンは17本のボンド映画に出演したが、これはシリーズ出演者中最多である。

#### ジョン・クリーズ: 1999-2002年
『ワールド・イズ・ノット・イナフ』ではデスモンド・リュウェリン演じるQから、モンティ・パイソンのメンバーとして知られるジョン・クリーズ演じる「若い助手」として紹介された。劇中でキャラクターの本名は明らかにされず、「R」とクレジットされている。なお終盤では連絡を絶っていたボンドを発見するも、モニター上にボンドが女性とベッドインしている姿が映ったのに対してM達に「どうやら2000年問題のようで…」と誤魔化していた。
『ダイ・アナザー・デイ』では正式にQの職に就いており、最新鋭の光学迷彩により姿を隠すことの出来るヴァニッシュ・カー（消える車）をボンドに紹介する際、驚いたボンドから「冗談だろ？」と言われるが、「Qの職にある者は、仕事の場で冗談は言わん」と答える。その直後、ボンドに分厚い取扱説明書を渡すが、ボンドがこれを読むのを面倒に思い、ヴァニッシュ・カーの自動追尾散弾砲に撃たせて粉々にしたあげく「一瞬で読破だ」と言ったボンドに「お前を消してやりたい」と毒を吐いた。00ナンバーを剥奪されたボンドに対して一度だけながら「ダブルオー・ゼロ」と呼んでいる。
クリーズは他にテレビゲーム『The World is Not Enough』（2000年）、『007 Racing』（2000年）、『Agent Under Fire』（2001年）でもRとして登場した。1999年にリュウェリンが亡くなると、『ダイ・アナザー・デイ』（2002年）ではクリーズがQとなった。さらに2004年の『007 エブリシング オア ナッシング』でもクリーズのQが登場した。
登場作品
| 映画: - 『007 ワールド・イズ・ノット・イナフ』（1999年） R - 『007 ダイ・アナザー・デイ』（2002年） Q | ゲーム: - The World Is Not Enough （2000年） R - 007 Racing （2000年） R - Agent Under Fire （2001年） R - 『007 エブリシング オア ナッシング』（2004年） - 007 Scene It （ボードゲーム） |

2010年のテレビゲーム『007 ブラッドストーン』ではブースロイドの姿は見られないが、ビル・タナーがQ課で働いていることが触れられる。

#### ベン・ウィショー: 2012年-
2006年の『カジノ・ロワイヤル』及びその続編の『慰めの報酬』（2008年）ではQは登場しなかった。ボンドを演じたダニエル・クレイグはキャラクターが登場しないことに対する懸念を表明し、『スカイフォール』でQを復活させるという希望を表明した。2011年11月、ベン・ウィショーがQ役に決まったことが発表された。ウィショーは2012年時点で31歳であり、歴代のQ俳優では最年少となる。黒縁の眼鏡を着用し、パソコンによるハッキングを主に行う。
登場作品
| - 『007 スカイフォール』（2012年） - 『007 スペクター』（2015年） - 『007/ノー・タイム・トゥ・ダイ』（2021年） |

### 非イーオン作品

#### ジェフリー・ベイルドン: 1967年
コメディ映画『007 カジノロワイヤル』ではジェフリー・ベイルドンが登場するが、ジェームズ・ボンドではなく、イーブリン・トレンブル（演: ピーター・セラーズ）に秘密兵器を提供する。

#### アレック・マッコーエン: 1983年
1983年の映画『ネバーセイ・ネバーアゲイン』ではアレック・マッコーエンがQ課の課長を演じる。